# Сара Енн Гловер
Сара Анна Гловер (англ. Sarah Anna Glover; 13 листопада 1786 — 20 жовтня 1867) — англійська музична педагогиня, яка винайшла Норвічську систему аккордів . Ця система сольфа була заснована на стародавній гамі; але засновниця пропустила постійне повторення алфавітних назв кожної ноти та довільний склад, що вказує на співвідношення тональності, а також повторення двох або більше таких складів, коли та сама нота була спільною для багатьох тональностей (наприклад, C, Fa, Ut, що означає що до є субдомінантою соль і тонікою до). Ноти були представлені ініціалами семи складів, C, D, E, F, S, L, T; досі використовуються як їхні назви.

## Ранній життєпис
Гловер народилася 1786 ррку в Клоуз, Норвіч . Вона була охрещена в церкві Святої Марії (St Mary in the Marsh) 18 листопада 1786 року. У шестирічному віці Гловер брала уроки музики в органіста Норвічського собору. Викладаючи у недільній школі разом зі своєю сестрою, вона почала створювати власну спрощену нотну систему, тепер відому як Норвічська система соль-фа. Про її життя від народження і до 20-річного віку мало що відомо.

## Кар'єра
У 1811 році її батько став куратом церкви Св. Лоренса в Норвічі, що призвело до того, що приблизно в той час вона почала писати церковну музику для церкви. Вона вже скоро стала відомою, тому молодих жінок направляли до неї для навчання. У 1812 році Сара почала розвивати свої навчальні методи, які представила у наукових публікаціях «Німецькі канони або вправи зі співу» та «Мелодії псалмів, виражені в нотації музики солфа» та «Схема для передачі псалмодій конгрегаційної». До 1827 року вона розробила повний метод музичної нотації, Norwich Sol-Fa, який використовувала, викладаючи в школі для дівчаток, яку вона заснувала в Black Boy Yard, Norwich. У нотній системі Сари ноти були представлені ініціалами семи тонів діатонічної гами. Роблячи це, вона дала назву «ті» для сьомого ступеня шкали, який ми використовуємо досі. Вона розробила цю систему навчання, щоб допомогти вчителям співати акапельно . Навчальна книга 1835 року Сари Гловер «Схема передачі псалмодій конгрегаційної» завоювала великий успіх. Пізніше цю систему вдосконалив і розвинув Джон Кервен, який зробив це без її дозволу. Хоча між Гловер і Кервеном тривала інтелектуальна співпраця, регулярними стали суперечки.. Концепція стала добре відомою в популярній культурі після того, як вона була представлена в пісні з The Sound of Music .
Сара Гловер також винайшла гармонікон, який був інструментом, призначеним для навчання її нотній системі. Гармонікон — це інструмент, схожий на глокеншпіль, що охоплює дві хроматичні октави. Виготовлений з 25 скляних клавіш, інструмент працює шляхом обертання ролика, що відображає ноти гами та літери алфавіту, які можна повертати, щоб вирівняти різні музичні клавіші.
Пізніше Гловер жила у Кромері, потім у Редінгу, а згодом у Герефорді . Вона померла у жовтні 1867 року на 81-му році життя від інсульту в Грейт-Малверні і була похована в Герефорді.